# San Nicola da Tolentino (Piero della Francesca)
San Nicola da Tolentino è un dipinto, tecnica mista su tavola (139,4x59,2 cm), di Piero della Francesca, databile al 1454-1469 e conservato nel Museo Poldi Pezzoli di Milano. Si tratta del secondo pannello a destra di quello centrale, dello smembrato e parzialmente disperso Polittico di Sant'Agostino, originariamente dipinto per la vecchia chiesa agostiniana di Sansepolcro, oggi Santa Chiara.

## Storia
Del polittico si conosce la data del contratto, 4 ottobre 1454, e quella dell'ultimo pagamento, 14 novembre 1469.
Spostato probabilmente col trasferimento degli Agostiniani, dovette finire in una posizione secondaria, per essere poi smembrato. Verso la fine del XIX secolo comparve sul mercato antiquario. Il pannello di San Giovanni Evangelista in particolare venne acquistato 1879.

## Descrizione e stile
La figura di san Nicola è la più austera delle quattro figure di santi conosciute, caratterizzata da una lunga tonaca nera agostiniana da eremita, che contrasta cromaticamente con le sfolgoranti vesti degli altri. Nicola da Tolentino, santo dal 1446, è raffigurato con l'aureola (in prospettiva ma senza i riflessi a specchio come nel Polittico di Sant'Antonio) e come un uomo maturo, con la chierica e leggermente pingue. L'attenta definizione fisiognomica del volto ha fatto pensare che il pittore abbia voluto effigiare un vero monaco, magari il priore del convento che è citato nel contratto di allogazione.
L'unica decorazione è la realistica cintura in cuoio con fibbia, un dettaglio minuto che tradisce la conoscenza della pittura fiamminga, mentre in mano il santo reca l'attributo del libro. Un altro attributo che ne permette l'identificazione è la stella, indicata dalla mano destra, che, secondo la leggenda, sarebbe comparsa in cielo alla sua nascita.
Tipico di Piero è l'atteggiamento solenne e composto, improntato a un solido equilibrio geometrico. La luce è chiara e limpida e intride i colori schiarendo le ombre.
Lo spazio pittorico è costruito con estrema semplicità: su una base di marmo screziato, si imposta una balaustra marmorea con specchiature colorate, oltre la quale si vede un cielo azzurrino. L'uso di uno sfondo celeste, invece del tradizionale fondo oro, è segno di modernità, come anche la balaustra con decorazioni classicheggianti quali il fregio a palmette, le paraste corinzie e i dentelli.